# Maść salicylowa
Maść z kwasem salicylowym (maść salicylowa, łac. Acidi salicylici unguentum FP XIII, syn. Unguentum salicylatum) – preparat galenowy do użytku zewnętrznego, sporządzany według przepisu farmakopealnego w zakresie receptury aptecznej. W Polsce na stan obecny (2024) skład określa Farmakopea Polska XIII. Monografia tej maści pierwszy raz pojawiła się w FP XI z określonym rodzajem podłoża. Zastąpiła dotychczasową monografię maści salicylowej zamieszczonej w FP VI 2002 r., w której wybór substancji pomocniczych (cieczy lewigującej oraz podłoża) był dowolny, według uznania farmaceuty.
Maść typu zawiesiny (składnik rozproszony w podłożu), wykazująca działanie typowe dla kwasu salicylowego, które uzależnione jest przede wszystkim od stężenia. W mniejszych stężeniach 1%- 10% działa odkażająco, 10%-20% keratoplastycznie, a w stężeniach 20% - 50% keratolitycznie (stężenia duże, powyżej 20% są większe od zalecanych w monografii farmakopealnej).

## Skład
W 2023 roku szczegółowy skład, metoda sporządzenia oraz właściwości maści salicylowej zostały określone w Monografii narodowej FP XIII:
- kwas salicylowy (Acidum salicylicum) – 1,0 - 20,0 cz.
- wazelina biała (Vaselinum album) – ad 100,0 cz.

Zmikronizowany kwas salicylowy dokładnie ucierać z częścią wazeliny białej w celu maksymalnego rozdrobnienia cząstek i utworzenia jednorodnego koncentratu. Następnie dodawać porcjami pozostałą część wazeliny.
Należy zwrócić uwagę, że monografia farmakopealnej maści salicylowej nie przewiduje lewigowania kwasu salicylowego olejem rycynowym bądź parafiną ciekłą, co uprzednio było często praktykowane, a nawet zalecane przez podręczniki Technologii Postaci Leku.